# Вълко Вълков
Вълко Димитров Вълков е български политик, кмет на Русе (10 февруари 1961 – 3 октомври 1969).

## Биографични данни
Роден е на 12 октомври 1911 г. в с. Посев, Тервелско, но живее и работи в Силистра и Русе. Учи в Мъжката гимназия, от която е изключен за левичарски прояви, завършва средното си образование в Разград. След това е учител в силистренското село Айдемир. Заради участието си в съпротивителното движение е интерниран в „черните роти“.
След 9 септември 1944 г. е кмет на Айдемир, а после става околийски управител на Силистра. През 1947 г. е помощник областен управител. От началото на 1950 г. е първият председател на Окръжния народен съвет в Русе. След това няколко години е заместник-директор на Машиностроителния завод „Георги Димитров“. На 10 февруари 1961 г. е избран за Председател на ГНС.
По време на кметуването му се завършва изграждането на водопровода от кладенците при Сливо поле, хлебозавода и фабриката за хлебна мая. Изградени са още ТЕЦ Русе-Изток, Кожарският завод, Винзаводът, Месокомбинатът и др. Разширяват се и модернизират химическите заводи „Леон Таджер“ и „Петър Караминчев“, Консервният комбинат „Дунавия“. Изгражда се и Регионалният изчислителен център. Завършено е строителството на Окръжната болница и Онкодиспансерът, построени са две нови училища, спортна зала „Ялта“ и други.
След пенсионирането си В. Вълков работи като секретар на ГК на БКП на обществени начала. Умира на 25 декември 1981 г.